# Ортоміксовіруси
Ортоміксовіруси (Orthomyxoviridae від грец. orthos — правильний, грец. myxa — слиз) – родина РНК-вмісних вірусів.

## Загальні відомості
Охоплює 5 родів: віруси грипу А, В, С, тоготовіруси та ісавіруси. Віріони мають здебільшого сферичну форму, але зустрічаються ниткоподібні форми. Діаметр частинок 80 — 120 нм, молекулярна маса близько 250 мегадальтон, плавуча густина 1,19 г/см³ та коефіцієнт седиментації 700-800S. Віріон складається з внутрішньої нуклеопротеїдної спіралі діаметром 8 — 9 нм та оболонки, що містить два шари ліпідів, у які інтегровані молекули гемаглютиніну та нейрамінідази. Білки на поверхні ліпідного шару утворюють ворсинки довжиною 10 — 14 нм та діаметром до 4 нм. Віруси не мають високої резистентності до фізичних та хімічних факторів, зокрема гинуть за температури 56 °C, чутливі до ефіру та дезоксихолату. Містять кілька антигенів: нуклеокапсидний (Np), мембранний (М) антигени знаходяться в середині віріону, є також поверхневі антигени — гемаглютинін (Н) та нейрамінідаза (N). Геном представлений одноланцюговою лінійною РНК, що складається з кількох фрагментів, загальною масою до 4 мегадальтон.
Віруси аглютинують еритроцити людини, морських свинок, курей та ін. Містять фермент, що руйнує мукопротеїдні рецептори клітини. Гемоліз не властивий. До цієї групи входять численні віруси, що викликають респіраторні та генералізовані захворювання людини, ссавців та птиці. Зокрема це віруси, що викликають грип людини, класичну чуму птахів, грип качок, ластівок, свиней, коней.

## Морфологія віріонів
Діаметр вірусної частинки 80-120 нм. Віріон має сферичну форму. В центрі віріону розміщений нуклеокапсид, який має спіральний тип симетрії. Геном представлений спіральною одноланцюговою сегментованою мінус РНК. Капсид складається з білка нуклеопротеїну, а також білків полімеразного комплексу. Сегментована РНК здатна до генетичних рекомбінацій, а також до зміни антигенної структури. Нуклеокапсид оточений шаром матриксних і мембранних білків, які беруть участь в збирані віріону. Поверх цих структур знаходиться ліпопротеїнова оболонка, яка має клітинне походження. Вона має на своїй поверхні вирости — шипики, довжиною близько 10 нм.

## Фізико— хімічні та фізичні властивості
При температурі 55°С ВГП інактивується за годину, при 60°С — за 10 хв., при 65-70°С — за 2-5 хв. При низьких температурах і в ліофілізованому стані (при -30°С в запаяних ампулах у темному місці) зберігається до 2 років. У присутності MgCl2 вірус інактивується швидше, a MgSO4 стабілізує його. Гемаглютинація (ГА) і інфекційність вірусу зберігаються при — 60°С кілька років, а при 4°С — кілька тижнів. ГА властивості більш стабільні, чим інфекційні. Інфекційність вірусу втрачається при обробці його формальдегідом, детергентами, оксидованими агентами, слабкими кислотами, додецилсульфатом, гідроксиламіном, іонами амонію.
Віруси не мають високої резистентності до фізичних та хімічних факторів, зокрема гинуть при температурі 56 °C, чутливі до ефіру та дезоксихолату.

## Геном
Геном представлений сегментованою одноланцюговою (-)РНК. Розмір геному 13.5 Kb.
Стратегія реплікації: Ядерна
1. Вірус прикріплюється до рецепторів, які утворені сіаловою кислотою за допомогою НА протеїну і проникає в клітину шляхом ендоцитозу.
2. Відбувається злиття вірусної мембрани з везикулярною, енкапсидовані сегменти РНК мігрують до ядра.
3. Транскрипція геномних сегментів, що здійснюється вірусною полімеразою, продукує мРНК.
4. Транскрипція геномних (-)РНК.
5. Високий рівень протеїну М1 індукує експорт геномних сегментів з ядра.
6. Збірка віріонів та відбруньковування відбувається на плазматичній мембрані.

## Цикл відтворення

Інвазія та розмноження вірусу в клітині

Як правило, грип передається від інфікованих ссавців аерогенним механізмом, повітряно-краплинним шляхом, та від інфікованих птахів через їх послід. Грип може передаватися через слину, виділення з носа, кал і кров. Інфікування відбувається через контакт з цими біологічними рідинами або з забрудненими поверхнями. Віруси грипу можуть залишатися заразними протягом одного тижня при температурі тіла людини, більше 30 днів при 0 °C (32 °F), і на невизначений термін при дуже низьких температурах (наприклад, в озерах північно-східного Сибіру). Вони можуть бути легко інактивовані дезинфікуючими і мийними засобами.
Віруси приєднуються до клітини через взаємодію між його гемаглютинуючим глікопротеїном і поліцукрами сіалової кислоти на поверхні епітеліальних клітин у легенях і глотці (крок 1). Всередину клітини вірус проникає шляхом ендоцитозу. Далі частина білка гемаглютиніну розрізає мембрану вакуолі навколо вірусної часточки, звільняючи вірусну РНК (вРНК), допоміжні білки і РНК-залежну РНК-полімеразу в цитоплазму (крок 2). Ці білки і вРНК утворюють комплекс, який транспортується в ядро клітини, де РНК-залежна РНК-полімераза починає транскрибувати комплементарну + РНК (кроки 3a і б). Ця РНК або експортується в цитоплазму і транслюється (крок 4), або залишається в ядрі. Заново синтезовані вірусні білки або переносяться через апарат Гольджі на поверхню клітини (наприклад нейрамінідази і гемаглютиніни, крок 5b), або ж повертаються назад в ядро, щоб зв'язати вРНК і сформувати нові вірусні частки (крок 5а). Інші вірусні білки мають численні методи впливу на клітину-хазяїна, включаючи розщеплення клітинної мРНК з подальшим використанням утворених нуклеотидів для синтезу власної вРНК, а також інгібування трансляції власної мРНК клітини-хазяїна. ВРНК утворюють геноми майбутніх вірусів, РНК-залежна РНК транскриптаза та інші вірусні білки збираються у віріони. Гемаглютиніни і нейрамінідаза утворюють молекулярні кластери в клітинній мембрані. вРНК та вірусні білки, покинувши ядро, входять в цей мембранний виступ (крок 6). Дозрілі віріони покидають клітину в суперкапсиді з фосфоліпідної мембрани клітини-господаря, набуваючи гемаглютинуючих і нейрамінідазних властивостей (крок 7). Зрілі віруси відокремлюються від клітини-хазяїна, як тільки їх нейрамінідаза розщеплює залишки сіалової кислоти. Після випуску новоствореного вірусу, клітина-господар гине.
Оскільки РНК-коректуючі ферменти відсутні, РНК-залежна РНК-транскриптаза робить помилку вставки нуклеотиду приблизно через кожні 10 тис. нуклеотидів, що приблизно відповідає довжині геному вірусу грипу. Таким чином, майже кожен заново створений вірус грипу буде містити мутацію в своєму геномі. Поділ геному на вісім окремих сегментів вРНК дозволяє відбуватися перемішуванню (перестановці) генів, якщо одну і ту ж клітину заразив не один вірус (суперінфекція). У результаті зміни в сегментах геному, нове покоління вірусу виявляє нову поведінку, іноді отримуючи здатність інфікувати нові види або подолати захисний імунітет населення створений до свого старого геному (в цьому випадку він називається антигенним зсувом).

## Структура
7 білків. P1, P2, P3 названі за першою буквою слова «полімераза». P1- РНК-полімераза, P3 має властивості ендонуклеази. P1, P3 — основні властивості, P2 — кислі. Входять до складу нуклеокапсиду і утворюють комплекс, зв'язаний з геномом.
Гемаглютинін — один з найбільших білків у віріоні, на його частку припадає 25-35 % білків. Він відповідає за прикріплення вірусної частки до клітини хазяїна й бере участь у початковій стадії інфекції. Саме проти ГА спрямовані антитіла, що нейтралізують інфекційність вірусу грипу. Через важливу роль ГА в розвитку інфекції, структура цього білка привернула увагу багатьох дослідників, і до дійсного часу в структурному відношенні він найбільш вивчений.
Нейрамінідаза - інший поверхневий антиген вірусу грипу. Цей фермент у складі вірусу грипу відомий з 1942 р., однак функціональна роль його в репродукції вірусу дотепер повною мірою не з'ясована. Передбачається, що головна функція нейрамінідази — запобігання агрегації вірусних часток на поверхні клітин. Також відомо, що нейрамінідаза відіграє важливу роль в імунології і патогенезі захворювання.
Нуклеопротеїд — основний внутрішній білок вірусу, що формує субодиниці капсиду. Він зв'язаний з геномом протягом всього періоду репродукції вірусу, але не перешкоджає експресії геному. Є типоспецифічним антигеном.
Матриксний білок — низькомолекулярний білок у складі віріона, локалізований на внутрішній поверхні ліпопротеїдної мембрани вірусу. Так само як і НП є типоспецифічним антигеном.
Білки NS1 і NS2 — неструктурні вірусні білки, кодуються однією восьмою всього геному, мають унікальні послідовності амінокислот завдяки трансляції зі зсувом рамки.
Ліпіди знаходяться в оболонці віріону (18-37 %). Це модифіковані ліпіди клітини, вилучені з її плазматичної мембрани.
Вуглеводи знаходяться у складі глікопротеїдів.

## Антигенні властивості
У XXI столітті віруси грипу А птахів на підставі їх поверхневих АГ — ГА (Н) і нейрамінідази (N) — розділені на 13 по Н-АГ і 9 варіантів по N-AT. Крім 13 підтипів ГА, усі штами ВГП містять у своїй структурі НА чи пташиного, чи людського, чи кінського походження. Власне пташиного НА відомо 6 типів.
Дикі водоплавні птахи — резервуар різних підтипів ГА (Н) і нейрамінідази (N) вірусу грипу. У цих популяціях зараження часто відбуваються там, де водоплавні птахи, свині і люди живуть близько і за рахунок генної реасортації можуть утворюватися нові більш патогенні штами вірусу грипу.
Віруси грипу індукують в організмі хворої і перехворілої птиці AT, що володіють анти-ГА — і КЗ властивостями. В експериментальних умовах специфічні AT можна одержати на кроликах, пацюках і морських свинках як на нативний вірулентний вірус, так і на інактивований бета-пропіолактоном.

## Біологічні властивості
Вірус типу А може інфікувати людей, птахів, свиней, коней і китів. Віруси типу В виділяються винятково в людей, вірус типу С — у людей та свиней.
Механізми передачі інфекції в природі: фекально-оральний (пташиний грип), повітряно-крапельний (грип у людей). Вірус надзвичайно поширений, паразитує на хребетних тваринах, які є переносниками та поширювачами збудників, а також «живими лабораторіями» з виготовлення нових штамів — при змішаному зараженні віруси можуть обмінюватися сегментами геному.
Тропізм: Миготливий епітелій верхніх дихальних шляхів.
Географічне розповсюдження зафіксовано по всій земній кулі.
Патогенез: Вірус потрапляє в організм через дихальні шляхи. Первина репродукція вірусу проходить в клітинах дихальних шляхів. Інфіковані клітини починають виробляти інтерферон. Відбувається десквамація клітин поверхневого шару. Через пошкоджені клітини потрапляє в кров, відбувається вірусемія. Всмоктування продуктів розпаду клітин спричинює токсичну і сенсибілізуючу дію. Вірус активує систему протеолізу і зумовлює пошкодження ендотелію капілярів. Це в свою чергу спричинює геморагії і порушення гемодинаміки з розладами мікроциркуляції. Також розвивається зміна опірності до бактерій, що призводить до вторинної бактеріальної інфекції.
У людини хворої на грип проявляються симптоми гострого респіраторного захворювання, яке пов'язане з руйнуванням клітин миготливого епітелію дихальних шляхів. Відбувається відшарування епітелію, як наслідок — бронхіт, можуть бути тромбози та некрози судин. Небезпека грипу полягає у великій ймовірності післягрипозних ускладнень.

## Профілактика та лікування
Як правило перебіг хвороби доброякісний і потребує патогенетичного лікування (застосовують жарознижуючі, судиннозвужуючі, антигістамінні препарати, вітаміни, ангіопротектори тощо.
Для профілактики здійснюють протиепідемічні заходи, які обмежують поширення вірусів грипу (ізоляція хворих, карантин в дитячих закладах і лікувальних закладах).